# La stanza di Cloe
La stanza di Cloe (The Quiet Room) è un film del 1996 diretto da Rolf de Heer.
Fu presentato in concorso al 49º Festival di Cannes.

## Trama
Cloe ha sette anni e da un po' di tempo si rifiuta di parlare per protestare contro i continui litigi dei suoi genitori che stanno progressivamente deteriorando la vita della famiglia. Il suo mutismo è totale, ma solo in casa: di giorno Cloe continua ad andare a scuola e quando torna a casa si chiude nella sua stanza dove vive in un mondo tutto suo fatto di ricordi, desideri, fantasie, paure. I genitori non danno molto peso a questi silenzi (imputandoli a una fase critica della sua crescita destinata a non durare), la coccolano, giocano e sono affettuosi con lei ma, allo stesso tempo, continuano a discutere e a scontrarsi senza riuscire a trovare un accordo che dia serenità a tutti. Quando è sola Cloe ricorda i suoi primi anni di vita quando i genitori erano sereni e la abbracciavano continuamente, pensa che desidererebbe avere un cane, che vorrebbe vivere in campagna e, attraverso il disegno esprime il suo bisogno di una vita tranquilla, a dispetto dei ripetuti litigi che portano la coppia sull'orlo del divorzio. Appresa la notizia della separazione, Cloe si rinchiude in un armadio dove resta nascosta per un po': spaventati dalla reazione della figlia i genitori decidono di discutere più pacatamente la situazione e giungono alla decisione di separarsi per un periodo di tempo limitato affinché si interrompa il circolo vizioso di accuse reciproche del quale sono prigionieri. Il momentaneo allontanamento dei coniugi non servirà a ridare un'immediata serenità alla famiglia, ma Cloe, poco a poco, ricomincerà ad esprimersi (in parte attraverso le parole, in parte attraverso i disegni)contribuendo in parte a far riflettere il padre e la madre sui loro errori.